# Bad (dessinateur)
 (novembre 2018).
Pour les articles homonymes, voir Bad.
Bad, pseudonyme de Karim Francesco Badachaoui, est un auteur de bande dessinée français, né le 18 mai 1967 à Moyeuvre-Grande (Moselle).

## Biographie
Né en Lorraine, Bad est diplômé des Beaux-Arts d’Epinal en 1984. Il entame alors une carrière comme infographiste dans le domaine de la publicité. En 2000, ses premières planches paraissent dans un magazine. En 2001, comme dessinateur, il publie son premier album : Le Cercle (éditions Pointe noire) puis il publie en 2003 Italia Normannorum. 
Il décide en 2007 de reprendre totalement son premier album, Le Cercle qui est à nouveau publié sous le titre FDC pour La Fondation du Cercle (éditions Clair de Lune). Cet album, FDC - Rodéo à Végas   est primé en 2008 : il vaut à l'auteur un prix au festival de Marly en 2008 et reçoit le Prix du quotidien Le Républicain Lorrain. Le 2e tome de ce diptyque FDC intitulé La Mère sort en 2011. 

## Œuvres
- Le Cercle, aux éditions Pointe noire (2001)
- Italia Normannorum, scénario d'Eriamel, aux éditions AssorBD (2003)
- FDC, aux éditions Clair de Lune (2 tomes):

1. Rodéo à Végas[3] (2009)
2. La Mère[5] (2011)

- De Milian à Saint Émilion - Itinéraire d'un saint, avec  Hervé Lorand, Éditions du Signe (2013)
- 24 Heures du Mans, Glénat

T3. 1999 : Le choc des titans,, scénario de Laurent-Frédéric Bollée, avec Robert Paquet (co-dessinateur) (2016)